# Encarsia coryli
Encarsia coryli är en stekelart som beskrevs av Gennaro Viggiani 1981. Encarsia coryli ingår i släktet Encarsia och familjen växtlussteklar.
Artens utbredningsområde är Italien. Inga underarter finns listade i Catalogue of Life.